# 모피

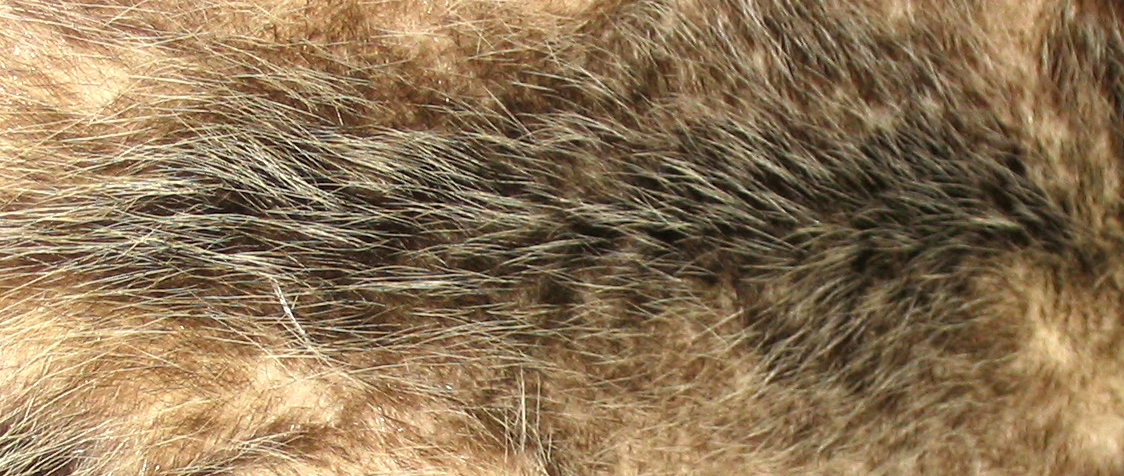
주머니쥐의 털

모피(毛皮)는 털이 붙어 있는 포유류의 가죽으로써, 옷의 재료로 사용된다. 고래와 같은 몇몇의 종을 제외한 대부분의 포유류에서 모피를 얻을 수 있다.

## 의류
모피는 선사시대부터 추위를 막기 위해 이용되어온 옷의 재료이다. 짧은 털이 난 모피를 옷의 안감으로 사용하거나 긴 털의 모피를 옷의 겉감으로 하여 만들기도 한다. 주로 밍크, 붉은 여우 등의 모피가 많이 이용되며 이 외에도 수달, 족제비, 너구리 등이 이용되기도 한다.
모피는 주로 옷의 재료로 사용되나 그 이외에도 손가방, 목도리, 모자와 같은 장신구로 사용된다. 호랑이와 같은 맹수의 모피를 이용하여 의자나 카펫를 만들기도 하였으나 최근 사냥이 엄격히 금지되었다.

## 논란
모피의 사용은 동물의 멸종을 불러일으킨다는 비판과 함께 동물 학대의 원인으로 지목되기도 한다. 모피 사용을 반대하는 사람들은 인권에 비견되는 동물의 권리를 주장한다.

## 같이 보기
- 앙고라털
- 고양이 털 유전학
- 무두질